# Ван Гуаня
Ван Гуаня (кит. 王光亚; 1950 р.) — китайський дипломат. Постійний представник Китайської Народної Республіки при ООН (2003—2008).

## Життєпис
У 1975 році закінчив Атлантичний коледж, Уельс та Лондонську школу економіки Лондон, Велика Британія
У 1975—1977 рр. — Член відділу письмових та усних перекладів Міністерства закордонних справ
У 1977—1981 рр. — Аташе Постійного представництва КНР при ООН
У 1981—1982 рр. — Студент Університету Джона Гопкінса США, Вашингтон, округ Колумбія.
У 1982—1983 рр. — Аташе Постійного представництва КНР при ООН
У 1983—1988 рр. — Заступник начальника відділу Міністерства закордонних справ міжнародного відділу; Начальник відділу Міністерства закордонних справ міжнародного відділу; Третій секретар Міністерства закордонних справ, Міжнародний відділ
У 1988—1992 рр. — Радник, Постійне представництво КНР при ООН
У 1992—1993 рр. — Радник міжнародного відділу МЗС
У 1992—1993 рр. — заступник директора Міністерства закордонних справ міжнародного відділу
У 1993—1998 рр. — Директор Міністерства закордонних справ Міжнародного департаменту
У 1998—1999 рр. — Директор Міністерства закордонних справ, Помічник міністра МЗС КНР
У 1999—2003 рр. — Заступник міністра закордонних справ (відповідальний за департаменти міжнародних організацій, контролю над озброєннями та договорів і права)
У 2003—2008 рр. — Постійний представник КНР при ООН
У 2008—2010 рр. — заступник міністра закордонних справ КНР
У 2010 році — директор Управління Державної ради у справах Гонконгу та Макао
У 2012—2017 рр. — Член 18-го Центрального комітету Комуністичної партії Китаю.